# 中国民主同盟江西省委员会
中国民主同盟江西省委员会（简称江西省民盟或民盟江西省委会），是中国民主同盟在江西省的地方组织。

## 沿革
1946年夏开始酝酿成立中国民主同盟江西省支部。1948年初，正式成立中国民主同盟江西临时支部工作委员会，主任委员为曾伯雄。1949年2月，举行委员扩大会议，漆裕元成为代理主任委员。1949年9月25日，正式成立中国民主同盟江西省支部临时工作委员会，主任委员为许德瑗。1950年6月，在南昌召开第一次代表大会，选举产生中国民主同盟江西省支部第一届委员会，主任委员为许德瑗。1956年3月，根据中国民主同盟全国第二次代表大会修改的《中国民主同盟章程》规定，中央和地方组织的名称均改称委员会。中国民主同盟江西省支部改称中国民主同盟江西省委员会。
1957年的反右运动及民盟中央《全盟开展反右派斗争并开始盟内整风的决定》，江西省民盟的组织发展工作一度停止。许德瑗等众多盟员被打成右派，受到不公正的待遇。1966年文化大革命开始后，江西省民盟被迫停止工作。
1978年9月，民盟江西省委成立临时领导小组，由谷霁光、陈言、李柱、万尚荫等4人组成，谷霁光任组长。开始恢复组织活动。1980年4月，召开第六次代表大会，选举产生民盟江西省第六届委员会。

## 历届委员会
第一届
- 任期：1950年6月－1952年10月
- 主任委员：许德瑗
- 委员：万泉生、王秋心、刘九峰、向法宜、许德瑗、陈言、李柱、曾伯雄、程崇圯
- 候补委员：包炬敏、漆裕元

第二届
- 任期：1952年10月－1956年8月
- 主任委员：许德瑗
- 委员：万泉生、王秋心、刘九峰、刘之纲、朱士琪、向法宜、许德瑗、陈言、李柱、谷霁光、章士美、漆裕元
- 候补委员：包烜敏、韩祖德

第三届
- 任期：1956年8月－1959年7月
- 主任委员：许德瑗
- 副主任委员：刘九峰、谷霁光、漆裕元
- 常务委员：王秋心、包烜敏、刘九峰、向法宜、许德瑗、陈言、李柱、谷霁光、周志方、程崇圯、漆裕元
- 秘书长：李柱

第四届
- 任期：1956年8月－1963年2月
- 主任委员：谷霁光
- 副主任委员：李柱、陈言、包烜敏
- 常务委员：王寿松、包烜敏、陈言、李柱、陈言、谷霁光、周志方、郭庆棻、曾伯雄、程崇圯
- 秘书长：李柱（兼）

第五届
- 任期：1963年2月－1966年
- 主任委员：谷霁光
- 副主任委员：李柱、陈言、包烜敏
- 常务委员：万泉生、王寿松、包烜敏、李柱、陈言、谷霁光、周志方、郭庆棻、黄齐望、曾伯雄、程崇圯
- 秘书长：李柱（兼）

第六届
- 任期：1980年4月－1984年6月
- 主任委员：谷霁光
- 副主任委员：李柱、郭庆棻、陈言、万尚荫、刘九峰
- 常务委员：万尚荫、王寿松、刘九峰、陈言、李柱、谷霁光、金立强、周志方（女）、郭庆棻、郭季炳、黄齐望、彭先荫、谢治平、程崇圯、雷世懋
- 秘书长：李柱（兼）

第七届
- 任期：1984年6月－1988年3月
- 主任委员：谷霁光（1984年6月－1987年11月）、李柱（1987年11月－1988年3月）
- 副主任委员：郭庆棻、李柱（常务）、雷世懋、姚公鸯、陈癸尊
- 常务委员：万友生、邓宗觉、朱贯西、李柱、李希成、陈癸尊、杨振武、谷霁光、周苏廉、姚公鸯、欧阳谅、郭庆棻、郭季炳、徐世凡、徐炽庆、殷楚经、雷世懋
- 秘书长：雷世懋（兼）

第八届
- 任期：1988年3月－1992年6月
- 主任委员：戴执中
- 副主任委员：陈癸尊、雷世懋（常务）、姚公鶱、燕方万（1990年3月增选）、杜伊力（1990年3月增选）
- 常务委员：王春庭、叶居新、刘方抗、朱贯西、杜伊力、何成宏、李希成、李招贤、陈癸尊、姚公鶱、贺绍文、秦光杰、殷楚经、章士美、雷世懋、燕方万、戴执中
- 秘书长：雷世懋（兼）、燕方万（1989年2月－）

第九届
- 任期：1992年6月－1997年
- 主任委员：陈癸尊
- 副主任委员：姚公鸯、燕方万、杜伊力、王鱼门、倪国熙、吴洪明
- 常务委员：邓启明、王鱼门、王春庭、叶居新、杜伊力、何成宏、李招贤、吴洪明、陈癸尊、岳树棠、段日丽、姚公鸯、贺绍文、涂苏昭、倪国熙、燕方万、戴惠娟
- 秘书长：岳树棠

第十届
- 任期：
- 主任委员：
- 副主任委员：
- 秘书长：

第十一届
- 任期：
- 主任委员：
- 副主任委员：
- 秘书长：

第十二届
- 任期：2007年6月－2012年6月
- 主任委员：刘晓庄
- 副主任委员：朱友林、温锐、辜清、罗慧芬、任江南
- 秘书长：凌维平

第十三届
- 任期：2012年6月－2017年6月
- 主任委员：刘晓庄
- 副主任委员：罗慧芬、任江南、王东林、何建洋、黄菊花
- 秘书长：凌维平

第十四届
- 任期：2017年6月至今
- 主任委员：刘晓庄
- 副主任委员：何建洋、黄菊花、陈文华、刘新农、张国新
- 秘书长：刘新农（兼）

## 机构设置

### 职能部门
- 办公室
- 组织部
- 宣传部
- 参政议政部
- 社会服务部

### 专门工作委员会
- 教育委员会
- 文化委员会
- 经济与科技委员会
- 法制委员会
- 资源与环境委员会
- 社会发展委员会